# Midvale (Ohio)
Midvale – wieś w Stanach Zjednoczonych, w stanie Ohio, w hrabstwie Tuscarawas.